# Elio Rampinelli
Elio Rampinelli (Bergamo, 30 agosto 1930) è un ex calciatore italiano.

## Carriera
Centrocampista dotato di buon fisico e tocco di palla, cresce nell'Atalanta, con cui esordisce in Serie A e disputa due campionati, nei quali però trova poco spazio. Viene mandato in prestito alla Salernitana, in serie B, dove tuttavia riesce a raccogliere soltanto sei presenze.
Ritorna quindi a Bergamo dove però non disputa nemmeno una partita, anche a causa della sua scarsa velocità in un calcio sempre più alla ricerca di gente rapida.
Passa quindi al Palazzolo e poi al Saronno, dove termina la carriera, alternando Serie C e Serie D con complessivi 3 gol in 59 presenze.

## Palmarès

### Club

#### Competizioni nazionali
- IV Serie: 1

Marzoli Palazzolo: 1956-1957 (girone B)
- Serie D: 1

Saronno: 1959-1960 (girone B)

#### Competizioni giovanili
- Campionato Ragazzi: 1

Atalanta: 1948-1949